# Бадр (имя)
Бадр (араб. بدر‎ — полная луна) — арабское мужское имя, в переводе на русский язык означает «полная луна», символ красоты и совершенства.

## Другие формы
- Бадруддин, Бедреддин (араб. بدر الدين‎ — полная луна веры) — мужское имя состоящее из двух арабских слов: «бадрун» (полная луна;   перен. красавица) и «ад-дин» (вера, религия)[1]. Употребляется в значении — полная луна веры, красота религии и т.п.
- Бадрия  (араб. بدرية‎ — красавица) — женская форма имени Бадр. Употребляется в значении — красавица, подобная полной луне, лунообразная и т.п.

## Фамилии
- Бадруддинов
- Батрутдинов